# Калашников, Виктор Васильевич
Калашников Виктор Васильевич (29 января 1917 года — 30 августа 2010 года) — советский лётчик-ас истребительной авиации, участник Великой Отечественной войны. Герой Российской Федерации (12.05.1997).

## Биография
Родился 29 января 1917 года в деревне Коростово Звенигородского уезда Московской губернии (ныне Красногорского района Московской области). Потеряв родителей в годы Гражданской войны, был усыновлён и воспитан родной тётей. В 1931 году окончил 7 классов средней школы в Москве, в 1932 году — школу фабрично-заводского ученичества. Работал слесарем и электриком на московских заводах «Мосэлектрик» и «Сплинкер». Успешно окончил вечернюю среднюю школу и аэроклуб. 
В октябре 1938 года призван в ряды Красной Армии, службу проходил радистом в авиационном полку в городе Борзя Читинской области. Там он подал рапорт с просьбой направить его военную авиационную школу пилотов, его просьба была удовлетворена и в 1941 году Калашников успешно окончил Черниговскую военную авиационную школу пилотов. Служил в 168-м резервном авиационном полку ВВС Дальневосточного фронта. В конце 1941 года В. В. Калашников прошёл переподготовку в Саратовской авиационной школе, где освоил истребитель Як-7.

## Участие в Великой Отечественной войне
В 1942 году старший сержант В. В. Калашников был направлен в 291-й истребительный авиационный полк, который в то время проходил переформирование и переобучение в Приволжском военном округе. В действующей армии в составе полка с 7 апреля 1943 года. Прошёл всю войну в этом полку, воевал с апреля по июнь 1943 года на Северо-Кавказском фронте, с сентября по октябрь 1943 года на Южном фронте, с октября 1943 по май 1944 года на 4-м Украинском фронте, с июня по сентябрь 1944 года на 3-м Белорусском фронте, с ноября 1944 по май 1945 года — на 1-м Белорусском фронте. К Победе был лётчиком старшим 291-го истребительного авиационного полка 265-й истребительной авиационной дивизии 16-й воздушной армии. Летал на истребителях Як-7, Як-1 и Як-9. Боевое крещение принял в воздушных сражениях над Кубанью весной 1943 года, в одном из которых 29 мая был сбит. Покидая самолет с парашютом, едва не погиб (стропы парашюта зацепились за киль самолёта), чудом отделался ранением. Но сразу же вернулся в строй и через несколько дней, 3 июня 1943 года, он сбивает свой первый самолёт врага. Особенно отличился 18 апреля 1945 года, когда за день капитан Калашников в трёх боевых вылетах сбил 3 вражеских самолёта Fw-190. Вообще, Берлинская операция стала самой успешной для В. Калашникова, ставшего к тому времени опытным асом — за две недели боёв он сбил 8 немецких самолётов.
Принимал участие в операциях и битвах:
- Воздушное сражение на Кубани с 17 апреля 1943 года по 7 июня 1943 года
- Донбасская операция с 1 сентября 1943 года по 22 сентября 1943 года
- Мелитопольская операция с 26 сентября 1943 года по 5 ноября 1943 года
- Никопольско-Криворожская наступательная операция с 30 января 1944 года по 29 февраля 1944 года
- Крымская операция с 8 апреля 1944 года по 12 мая 1944 года
- Белорусская операция «Багратион» с 23 июня 1944 года по 29 августа 1944 года
- Вильнюсская фронтовая наступательная операция с 5 июля 1944 года по 20 июля 1944 года
- Каунасская наступательная операция с 28 июля 1944 года по 28 августа 1944 года
- Висло-Одерская операция с 12 января 1945 по 3 февраля 1945 года
- Восточно-Померанская операция с 10 февраля 1945 года по 20 марта 1945 года
- Берлинская наступательная операция с 16 апреля 1945 года по 8 мая 1945 года

К концу войны капитан В. В. Калашников выполнил 207 боевых вылетов, в воздушных боях сбил лично 17 самолётов противника. В 1945 году был представлен к званию Героя Советского Союза.

## Послевоенная биография
После окончания войны продолжал службу в ВВС, освоил реактивный истребитель МиГ-15. В феврале 1953 года подполковник В. В. Калашников уволен в запас. 
Жил в Москве. Указом Президента Российской Федерации № 472 от 12 мая 1997 года удостоен звания Героя Российской Федерации (вручена медаль «Золотая Звезда» № 399). В 2000 году присвоено воинское звание полковник запаса.
Виктор Васильевич умер 30 августа 2010 года. Похоронен на Бутовском кладбище в Москве.

## Награды
- Герой Российской Федерации (12.05.1997);
- три ордена Красного Знамени (11.05.1944, 14.07.1944, 4.06.1945);
- два ордена Отечественной войны 1-й степени (20.12.1943, 11.03.1985);
- орден Трудового Красного Знамени (22.08.1986);
- орден Красной Звезды (13.07.1943);
- медаль «За отвагу» (1.05.1943);
- медаль «За боевые заслуги» (20.06.1949);
- медаль «За оборону Кавказа»;
- медаль «За взятие Берлина»;
- медаль «За освобождение Варшавы»;
- другие медали.